# Helikopter Friedmana

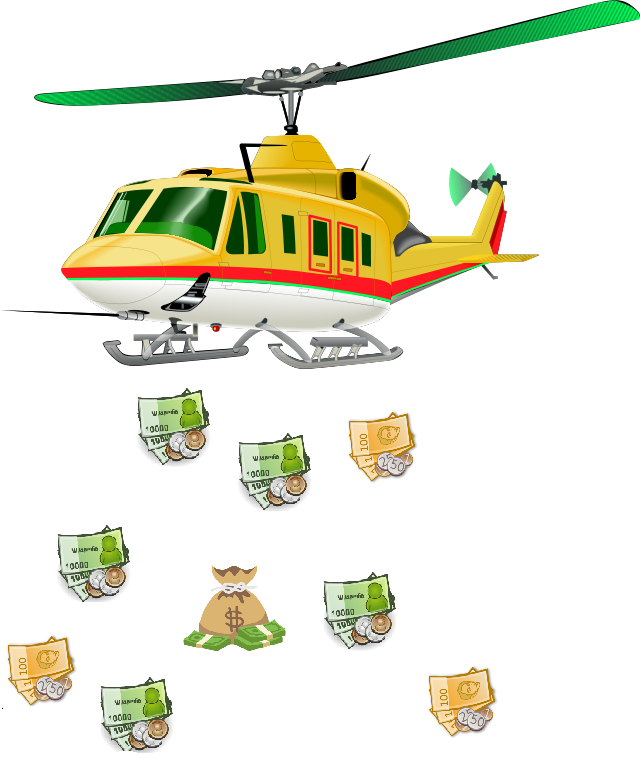
Helikopter Friedmana

Helikopter Friedmana – historia obrazująca wpływ zwiększonej ilości pieniądza na zamożność społeczeństwa. Szybszy wzrost pieniędzy niż towarów i usług powoduje wzrost cen.
Amerykański ekonomista Milton Friedman w swej książce „Intrygujący pieniądz” opisał hipotetyczny przykład zrzucenia z helikoptera, nad państwem o ustabilizowanej od dłuższego czasu sytuacji ekonomicznej,  pakunku pieniędzy. Pieniądze te zostałyby podzielone pomiędzy członków tego społeczeństwa w ten sposób, że każdy człowiek podwoiłby stan posiadania zasobów gotówkowych w porównaniu z okresem sprzed zrzutu z helikoptera.
W wyniku całej operacji może się jednak okazać, że członek społeczności nie stanie się zamożniejszy, a wręcz przeciwnie stanie się biedniejszy, gdyż posiada mniejsze realne rezerwy zasobów pieniądza oraz uzyska mniejsze realne dochody, co stanie się poprzez relatywny wzrost cen dóbr i usług konsumpcyjnych w stosunku do cen czynników produkcji. 
Przykład z helikopterem ilustruje tezę Miltona Friedmana, iż dobra i usługi użyteczności społecznej zależą przede wszystkim od ich fizycznej ilości. W przypadku pieniędzy sytuacja przedstawia się inaczej: podwajanie jego ilości będącej w obiegu doprowadzi do jednoczesnego dwukrotnego wzrostu cen. 
Helikopter Friedmana jest hipotetyczną historyjką wyjaśniającą zjawisko inflacji oraz wprowadzanie pustego pieniądza do obiegu.